# الغواصة الألمانية يو-1308
غواصة يو-1308 غواصة يو بوت ألمانية من الفئة السابعة سي/41 بنيت لسلاح بحرية ألمانيا النازية كريغسمارينه، في أحواض فلنسبرجر خلال الحرب العالمية الثانية.